# 풀밭 위의 점심 식사
《풀밭 위의 점심 식사》(프랑스어: Le Déjeuner sur l'herbe)는 에두아르 마네가 1862년과 1863년 사이에 그린 대형 유화이다. 이 그림은 전원을 배경으로 잘 차려 입은 두 명의 남성과 함께 있는 누드인 한 여인과 옷을 거의 벗은 또 다른 여인을 묘사했다. 1863년 살롱 심사에서 낙선하자 마네는 다른 두 작품과 함께 이 작품을 1863년 낙선전(Salon des Refusés)에 전시하였고, 그곳에서 이 그림은 대중적인 혹평과 큰 논란을 일으켰다.

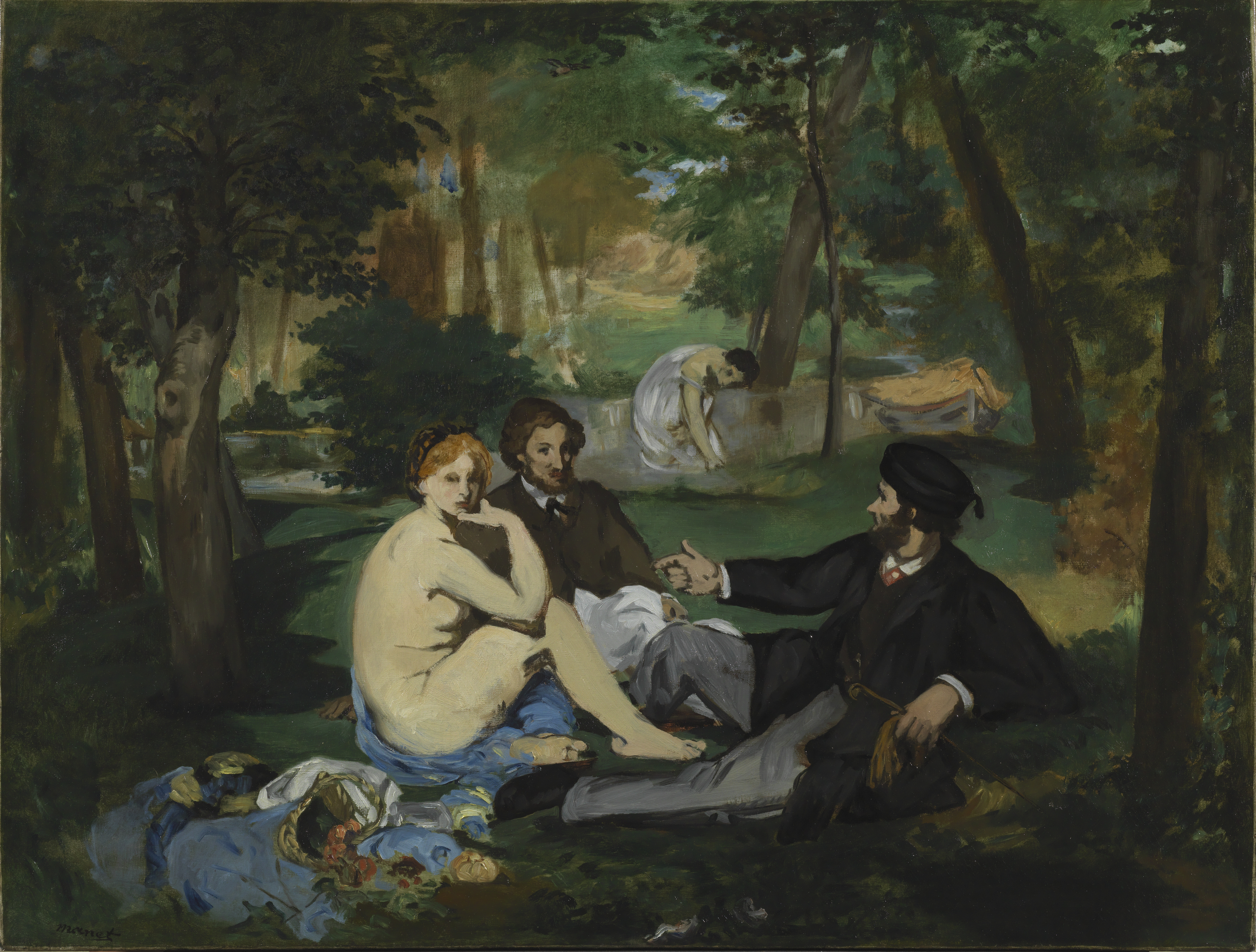
에두아르 마네의 초기 버전의 《풀밭 위의 점심 식사》, 1863년, 코톨드 갤러리

현재 이 작품은 파리의 오르세 미술관에 소장되어 있다. 이 작품 보다 더 작고 초기 버전의 《풀밭 위의 점심 식사》는 영국 런던의 코톨드 갤러리에 소장되어 있다.

## 대중 문화
- 1995년에 KBS2에서 방영된 텔레비전 드라마 《젊은이의 양지》의 오프닝에서 이 작품이 등장한다.
- 2018년 3월 2일에 공개된 제이홉의 믹스테이프 'HopeWorld' 세 번째 트랙인 〈백일몽〉 뮤직비디오에 이 작품이 등장한다.

## 같이 보기
- 풀밭 위의 점심 식사 (모네, 파리)
- 풀밭 위의 점심식사 (모네, 모스크바)